# فيرونيكا سويفت
فيرونيكا سويفت (بالإنجليزية: Veronica Swift)‏ هي مغنية أمريكية، ولدت في عقد 1990.

## وصلات خارجية
- فيرونيكا سويفت على موقع IMDb (الإنجليزية)
- فيرونيكا سويفت على موقع ميوزك برينز (الإنجليزية)
- فيرونيكا سويفت على موقع أول ميوزيك (الإنجليزية)
- الموقع الرسمي